# Oghouldara

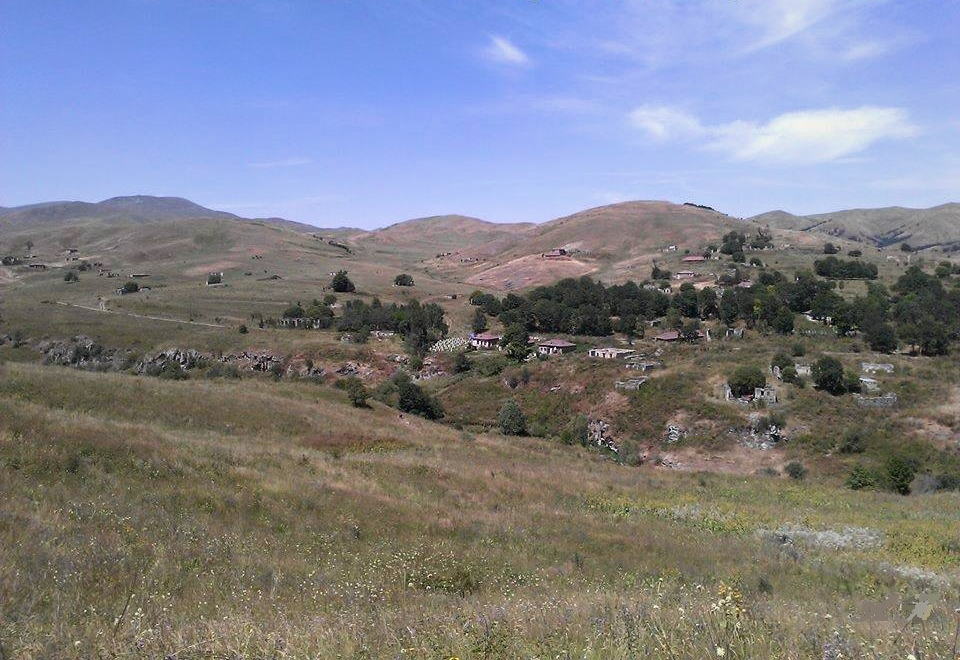
Oghouldara en Azerbaïdjan

Oghouldara (en azéri : Oğuldərə) est un village d'Azerbaïdjan, situé dans le raion de Latchine. Il est le chef-lieu d'un district administratif qui comprend plusieurs localités dont Aghalarouchaghi.

## Histoire
Le 17 mai 1992, le village passe sous le contrôle des forces armées arméniennes lors de la guerre du Haut-Karabagh. Il est ensuite intégré dans la république autoproclamée d'Artsakh, au sein de la région de Kashatagh.
Le 1er décembre 2020, le village repasse sous la souveraineté de l'Azerbaïdjan, comme l'ensemble du raion de Latchine, conformément à l'accord de cessez-le-feu du Haut-Karabakh,.